# Grand-Saint-Antoine (navire)
« Grand-Saint-Antoine » redirige ici. Pour le village du Nouveau-Brunswick, voir Grand-Saint-Antoine (Nouveau-Brunswick).
 (septembre 2024).
Le Grand Saint Antoine est le navire qui apporta la peste à Marseille en 1720, épidémie qui se propagea à toute la Provence, le Languedoc et le Comtat Venaissin, faisant entre 90 000 et 120 000 morts en Provence sur une population de 400 000 habitants environ.

## Histoire

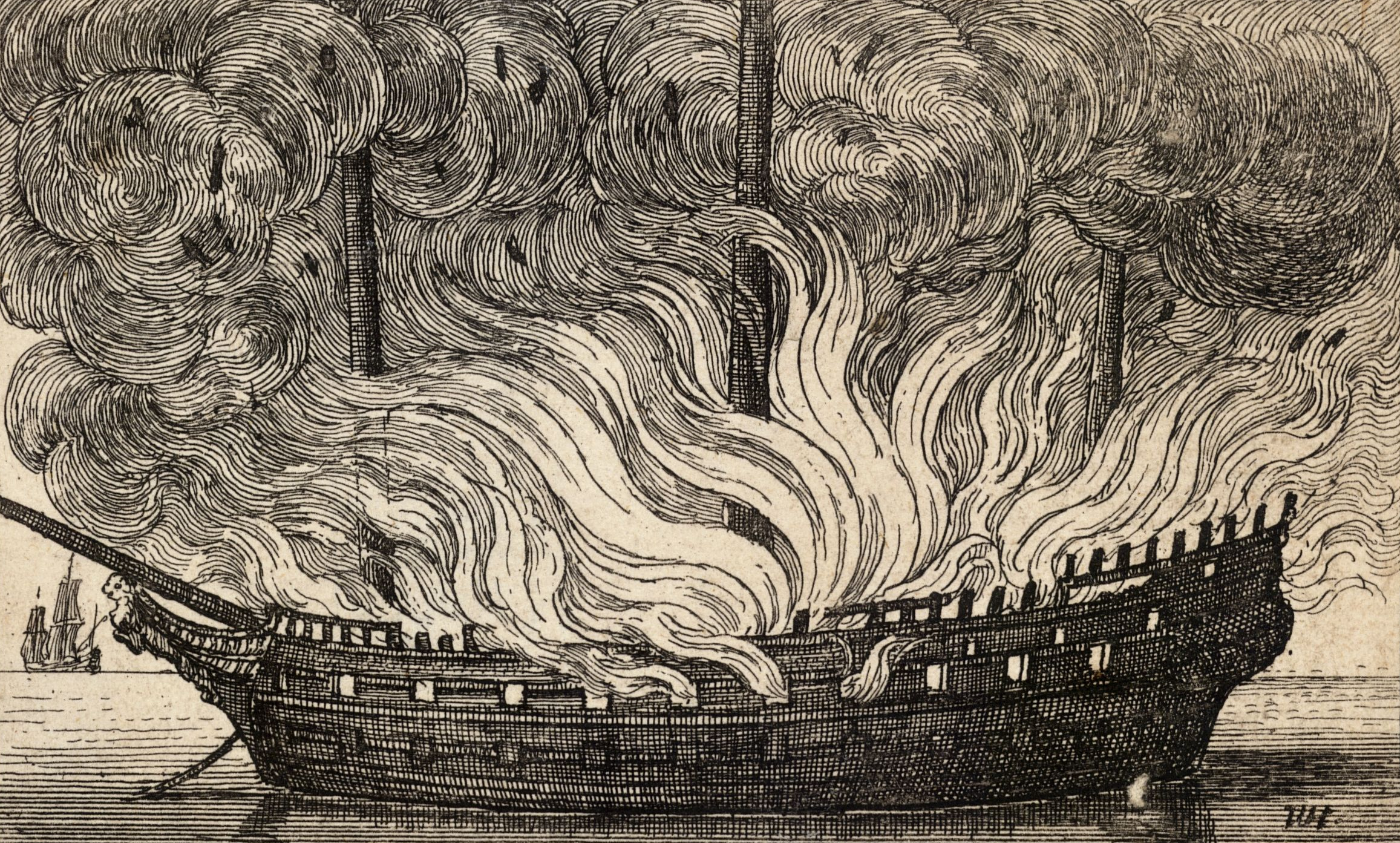
Navire incendié à l’ancre, à l’image du Grand-Saint-Antoine.

Le Grand Saint Antoine était une flûte, un voilier trois-mâts carré, de fabrication hollandaise, parti de Marseille le 22 juillet 1719 pour la Syrie où sévissait alors la peste. Sa cargaison au retour, d’une valeur de 100 000 écus et composée essentiellement d’étoffes précieuses, était porteuse de la bactérie Yersinia pestis de la peste. Le 3 avril 1720, un passager turc embarqué à Tripoli meurt. Sur le chemin du retour, le vaisseau perd successivement sept matelots et le chirurgien de bord. Le capitaine Jean-Baptiste Chataud retourna à Chypre, où il prit une patente de santé. Un huitième matelot tombe malade peu avant l’arrivée à Livourne, en Italie.
La négligence supposée des médecins italiens, qui laissent repartir le navire, jointe à la hâte de Chataud pour livrer avant le début de la foire de Beaucaire, n’arrange rien à l’affaire : le capitaine amarre son voilier près de Marseille, au Brusc, et fait discrètement prévenir les armateurs du navire.
Les propriétaires font alors jouer leurs relations et intervenir les échevins de Marseille pour éviter la grande quarantaine (celle durant quarante jours). Tout le monde considère que la peste est « une histoire du passé » et l’affaire est prise avec détachement : les autorités marseillaises demandent simplement au capitaine de repartir à Livourne chercher une « patente nette », certificat attestant que tout va bien à bord.

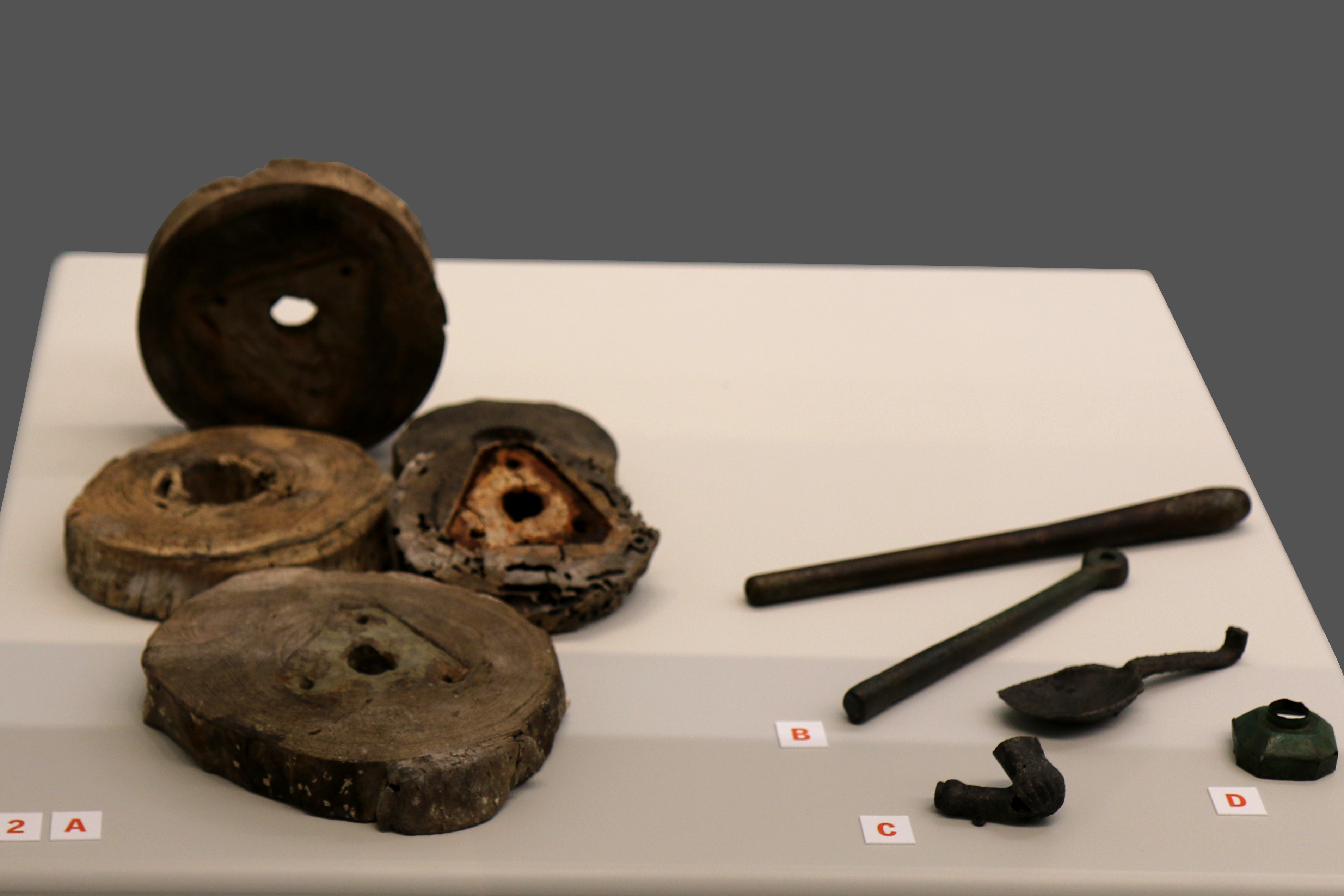
Vestiges du Grand-Saint-Antoine : poulie, battant de cloche, musée d'histoire de Marseille, Marseille.

Les autorités de Livourne, qui n’ont pas envie de s’encombrer du navire, ne font pas de difficultés pour délivrer ledit certificat.
C’est ainsi que le Grand-Saint-Antoine parvint à Marseille le 25 mai. Il mouilla à l'île de Pomègues jusqu’au 4 juin ; et il fut alors autorisé à se rapprocher des infirmeries d’Arenc (quartier de Marseille) pour y débarquer passagers et marchandises en vue d’une petite quarantaine, puis après le développement de la peste, il fut finalement placé en quarantaine à l’île Jarre le 27 juin 1720.
L’ordre donné, le 28 juillet, par le Régent Philippe d’Orléans de brûler le navire et sa cargaison ne fut exécuté que les 25 et 26 septembre 1720 et la peste eut le temps de s’étendre en Provence et Languedoc. Elle ne fut totalement éradiquée qu’en janvier 1723, avec un bilan effroyable d'environ 100 000 morts sur les 400 000 habitants que comptait la Provence à cette époque.
En 2016, les résultats d'une étude de l'Institut Max-Planck révèle que cette épidémie de peste était une résurgence de la grande peste noire ayant dévasté l’Europe au XIVe siècle et non une forme moderne. Le bacille yersinia pestis venu par le Grand Saint Antoine et à l’origine de l’épidémie de peste qui a ravagé la Provence, ne venait pas d'Asie, comme on le croyait jusqu'alors, mais descendait directement du responsable de la première pandémie ayant ravagé l'Europe au XIVe siècle. Il est donc resté latent pendant quatre siècles avant de redevenir actif,.
Une association de plongée sous-marine, l’A.R.H.A., a retrouvé l’épave calcinée du navire en 1978, enfouie entre 10 et 18 mètres de profondeur, au nord de l'Île Jarre (archipel de Marseilleveyre). Les vestiges archéologiques alors remontés sont aujourd’hui exposés au musée de l’hôpital Caroline sur l’île de Ratonneau. L’ancre du Grand-Saint-Antoine, repêchée, a été conservée depuis 1982 dans de l'eau de mer à l'Institut national de plongée professionnelle. Restaurée en 2012, elle pèse près d'une tonne, avec une verge de 3,80 mètres et des pattes de 2,50 mètres. Elle est installée à l'entrée du musée d'histoire de Marseille.

## Les patentes

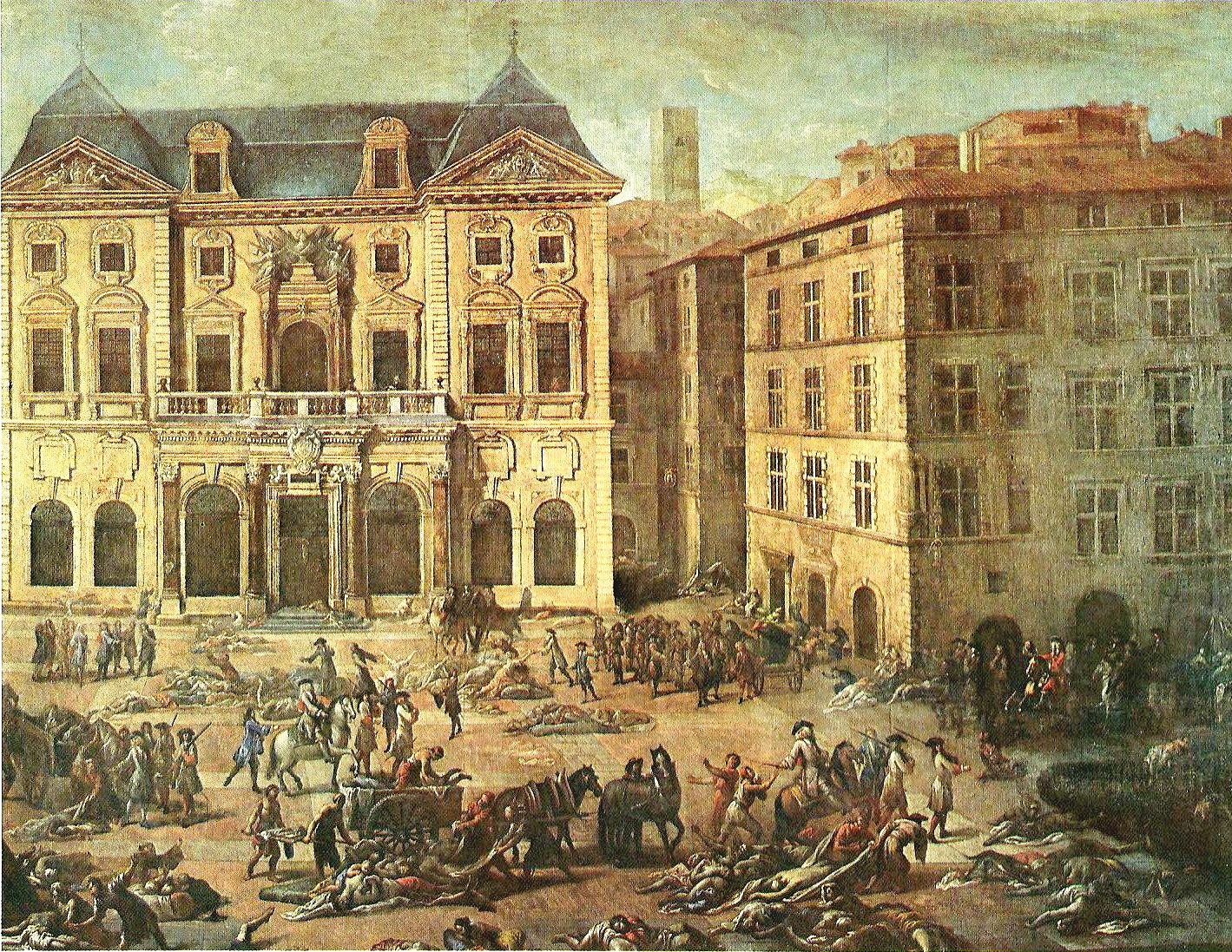
Marseille pendant la peste de 1720.

Dès lors les « patentes de santé », déjà existantes, furent rendues obligatoires et devaient être impérativement remises par le consul de France de « l’Échelle » où le bâtiment embarquait son fret ou faisait escale. Elles étaient de trois sortes :
1. « Patente nette » = bonne santé sur le port ;
2. « Patente soupçonnée » ou « touchée » = rumeurs d’épidémie ou proximité de celle-ci ;
3. « Patente brute » = port touché par la peste.

Les passagers devaient faire une quarantaine de 2 à 3 semaines pour une « patente nette » et de 4 à 5 semaines pour une « patente brute »[réf. incomplète].

## Nombre de journées de quarantaine imposées à Marseille, à la fin duXVIIIesiècle
Patente brute
- Passagers : 32 à 35 j.
- Navires : 35 à 50 j.
- Marchandises : 40 à 60 j.

Patente soupçonnée
- Passagers : 25 j.
- Navires : 25 à 30 j.
- Marchandises : 35 à 40 j.

Patente nette
- Passagers : 14 à 18 j.
- Navires : 20 à 28 j.
- Marchandises : 30 à 38 j[6][réf. incomplète].

## Bâtiments en purge
De 1710 à 1792, à Marseille, 22 651 bâtiments accueillis venaient du Levant ou de Barbarie. Sur ce total, 140 navires arrivèrent contaminés (0,6 %).
En 1720, la peste avait touché 8 navires sur les 212 venus du Levant (3,8 %). En 1759/1760, 7 navires sur 167 étaient contaminés (4,2 %). En 1785, 11 sur 130 (8,5 %).
En définitive, on a calculé qu’un navire sur 100 avait eu la peste et qu’un navire sur 1 000, avait contaminé Marseille[réf. incomplète].